# Nowata (Oklahoma)
Nowata település az Amerikai Egyesült Államok Oklahoma államában, Nowata megyében, melynek megyeszékhelye is. Lakosainak száma 3517 fő (2020. április 1.).

## Népesség
A település népességének változása:

| 2010 | 3 731 |
| 2020 | 3 517 |